# Luc Pillot
Luc Pillot (Bar-sur-Seine, 10 luglio 1959) è un ex velista francese.

## Palmarès
- Giochi olimpici

Los Angeles 1984: bronzo nella classe 470.
Seul 1988: oro nella classe 470.